# Brent Sanford

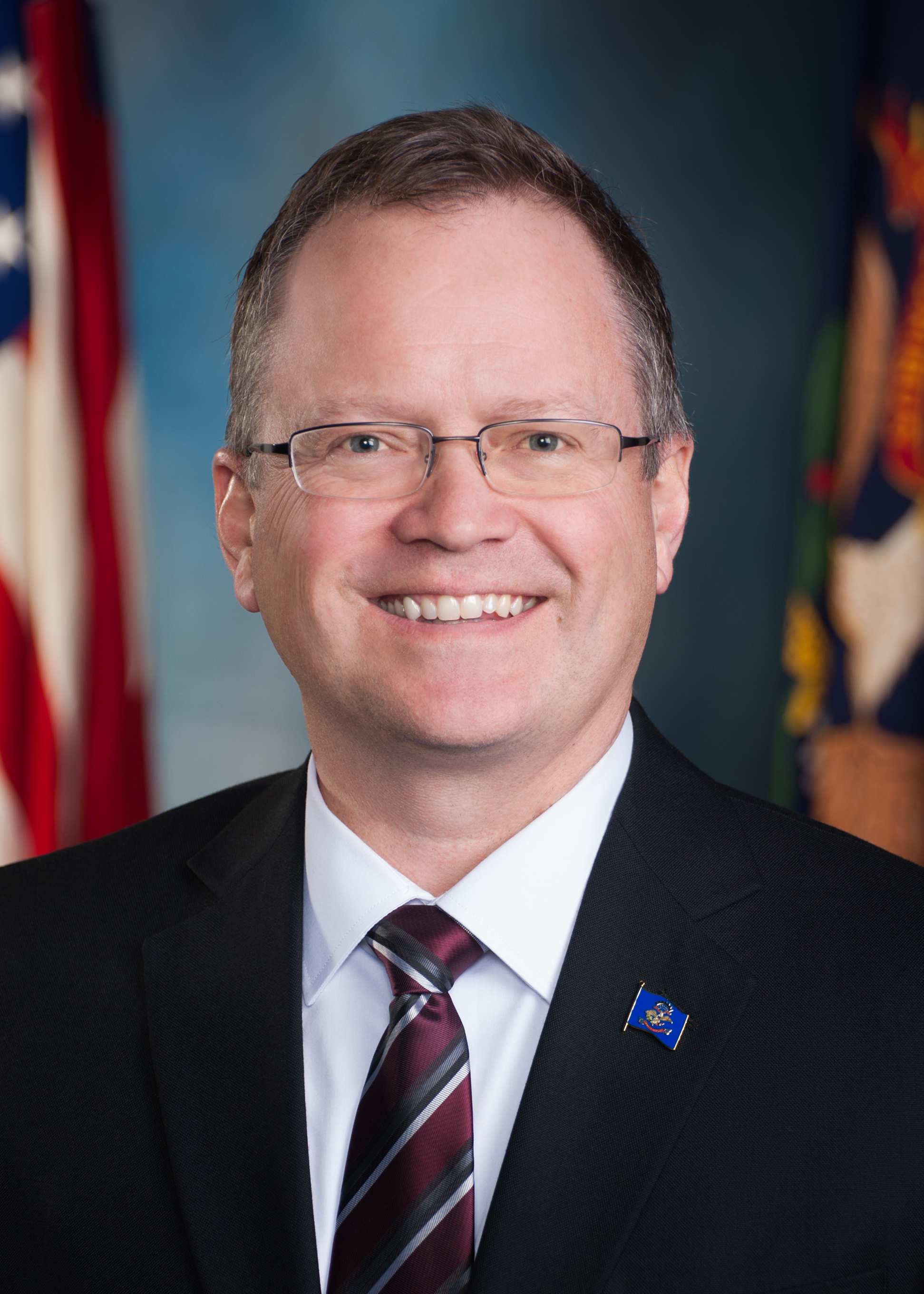
Brent Sanford

Brent Sanford (* 1971 oder 1972 in Watford City, McKenzie County, North Dakota) ist ein US-amerikanischer Politiker. Im Jahr 2016 wurde er zum Vizegouverneur des Bundesstaates North Dakota gewählt. Dieses Amt trat er am 15. Dezember 2016 an.

## Werdegang
Brent Sanford studierte bis 1994 an der University of North Dakota. Er wurde Certified Public Accountant. Zwischen 1994 und 2002 arbeitete er für den auf diesem Gebiet tätigen Dienstleister Eide Bailly LLP in Fargo. Danach war er bis 2004 Chief Financial Officer der Firma Transwest Truck in Denver, Colorado. Anschließend kehrte er nach Watford City zurück, wo er die Autovertretung seiner Familie übernahm.
Politisch schloss er sich der Republikanischen Partei an. Zwischen 2006 und 2010 saß er im Gemeinderat von Watford City. Im Jahr 2010 wurde er zum Bürgermeister dieses Ortes gewählt. Dieses Amt bekleidete er bis zu seinem Amtsantritt als Vizegouverneur. Im Jahr 2016 wurde Sanford an der Seite von Doug Burgum zum Vizegouverneur von North Dakota gewählt. Dieses Amt trat er am 15. Dezember an. Dabei ist er Stellvertreter des Gouverneurs und Vorsitzender des Staatssenats.